# Suffridus Petrus
Suffridus Petrus (né le 15 juin 1527 à Leeuwarden et décédé le 23 janvier 1597 à Cologne) est un historien et philologue néerlandais.

## Biographie
Né en 1527 à Leeuwarden, dans la province de Frise, fit ses études à Louvain, et se rendit bientôt très-habile dans les langues anciennes. Il fut appelé à Erfurt pour y remplir la chaire de belles-lettres qu’Eobanus avait illustrée, et contribua à soutenir la réputation de cette académie. Le cardinal de Granvelle s’attacha ensuite Petrus, lui confia le soin de sa riche bibliothèque, et l’emmena à Besançon lorsqu’il y fut exilé. Obligé de quitter son protecteur, Petrus retourna dans les Pays-Bas, et s’établit à Louvain, où il fit un mariage avantageux.
Il prit en 1571 ses degrés en droit à l’université de cette ville ; et en attendant la vacance d’une chaire qui lui était assurée, il suppléa Thierry Lang, professeur de langue grecque au Collegium Trilingue. Les troubles qui désolaient alors les Pays-Bas le décidèrent à accepter en 1577 une chaire de droit qu’on lui offrit à Cologne, et étant devenu veuf quelque temps après, il embrassa l’état ecclésiastique et obtint un canonicat de l’église des Douze-Apôtres. L’estime dont il jouissait engagea les états de Frise à lui donner le titre d’historiographe de cette province, avec une pension. Il mourut d’hydropisie à Cologne le 23 janvier 1597 et fut inhumé dans son église avec une épitaphe rapportée par Foppens (Bibl. Belgic.) et par Hartzheim (Bibl. Coloniensis).

## Œuvres
On lui doit la traduction latine de quelques opuscules de Plutarque, de l’Apologie d’Athénagoras d'Athènes, avec des notes, et des trois derniers livres de l’Histoire ecclésiastique de Sozomène. Il a publié, sur d’anciens manuscrits, une partie des ouvrages philosophiques de Cicéron, la Chronique de Martinus Polonus, et le Recueil des anciens écrivains ecclésiastiques, par Saint-Jérôme, Gennadius, Isidore de Séville, Honorius, Sigebert et Henri de Gand.
Parmi les ouvrages de Petrus, on se contentera de citer :
- Orationes quinque de utilitate multiplici linguæ græcæ, Bâle, 1566, in-8° ;
- Oratio pro reformatione universitatis Erphordiensis, Erfurt, 1566, in-8° ;
- Oratio de legum romanarum præstantia, Anvers, 1571, in-8° ;
- De Frisiorum antiquitate et origine libri tres, Cologne, 1590, in-8°. Cet ouvrage est plein des fables dont Emmius a purgé les Annales de Frise.
- De scriptoribus Frisiæ, decades XVI et semis, ibid., 1593, in- 8° de 297 pages ; Franeker, 1699, in-12. Des cent soixante-cinq écrivains frisons auxquels Petrus a donné place dans ce recueil, Feller prétend qu’il faut retrancher, comme imaginaires, au moins les cinquante premiers ; mais l’ouvrage est très-curieux pour les temps plus rapprochés de l’auteur. Il a laissé en manuscrit une continuation de la Chronique des évêques d’Utrecht et des comtes de Hollande, depuis 1345 jusqu’à 1574. Bernard Furmer l’a donnée à la suite de la Chronique de Beka, Franeker, 1611, in-4° ; Arnold Buchel l’a insérée dans son Histoire d’Utrecht, 1643, in -fol. Chapauville a publié, dans le tome 3 de son recueil intitulé Pontificum Leodensium qui gesta scripserunt auctores præcipui, un Appendix de Petrus à la Chronique des évêques de Liège de 1389 à 1505, avec l’éloge de l’auteur. Outre les ouvrages déjà cités, on peut consulter, pour plus de détails, le tome 30 des Mémoires de Niceron.